# نيكولاس سباركس
نيكولاس تشارلز سباركس (بالإنجليزية: Nicholas Sparks)‏ (ولد في 31 ديسمبر 1965) من أكثر الكتّاب العالميين الأمريكيين المعاصرين مبيعًا، وكاتب سيناريو أيضاً. نشرت له 16 رواية ذات طابع مسيحي ورومانسي ومأساوي ومصيري وتم تجسيد سبعة منها إلى فيلم من ضمنهم: رسالة في قنينة، نزهة للذكرى، دفتر الملاحظات، ليال في رودناث، عزيزي جون، الأغنية الأخيرة، والشخص المحظوظ

## بداية حياته
ولد نيكولاس سباركس في ليلة رأس السنة في أوهاما، نبراسكا، من أب وأم هما البروفيسور باتريك مايكل سباركس وجيل إيما ماري سباركس، لديه أخ اسمه مايكل ايرل سباركس (1964) وأخته الصغرى دانيل سباركس (1966-2000)التي توفت في عمر الـ 33، التي قال عنها أنها كانت مصدر إلهامه للشخصية الرئيسية في رواية «والك تو ريميمبر: نزهة للذكرى». سباركس تربى على الطريقة الكاثلوكية الرومانية. ولديه أصول ألمانية وتشيكية وإنجليزية وإيرلندية.
ولأن أبوه كان يرغب بتكملة دراسته عندما كان نيكولاس صغير، عاش نيكولاس في منيسوتا ولوس أنجيلوس وجراند أيلاند ونبراسكا، قبل سن الثامنة. في عام 1974 استقرت عائلته في فاير أوكس في كاليفورنيا وبقت هناك حتى تخرج من المدرسة الثانوية كـ طالب متفوق عام 1984 من مدرسة بيلا فيستا الثانوية ثم ذهب مباشرة إلى الكلية حيث حصل على منحة شاملة من جامعة نوتردام. حيث تخصص هناك في مجال التمويل التجاري وتخرج بـ منحة شرف سنة 1988.
التقى نيكولاس بزوجته كاثي كول (من نيو هامبشاير) خلال عطلة الربيع في عام 1988. تزوجا في يوليو من عام 1989 ثم انتقلا إلى ساكرمينتو في كاليفورنيا. بعد أن تلقى الرفض من الناشرين ومدارس الحقوق، قرر نيكولاس أن يجرب نفسه بعدة مجالات مختلفة مثل: العقارات وبيع أدوات طبية عبر الهاتف وإنشاء صناعة يدوية. في عام 1992 بدأ سباركس ببيع أدوات صيدلانية.

## مسيرته الكتابية
في عام 1985 كتب سباركس أول رواية له «ذا باسينغ ويند: الريح المارة» في الصيف في جامعة نوتردام. لم تُنشر أبدًا هذه الرواية. وفي عام 1989 كتب روايته الثانية التي لم تُنشر أيضًا «ذا رويال مردرز: جرائم القتل الملكي».
في عام 1990 شارك سباركس مع بيللي ميللز في كتابة «رحلة لاكوتا إلى السعادة وفهم الذات».التي نُشرت من قِبل رندوم هاوس وهاي هاوس وفيذر بابليشينغ. وبيعت بما يقارب 50,000 نسخه من السنة الأولى من نشره.
في عام 1993 انتقل سباركس إلى قريينفيل، ولاية كارولاينا الجنوبية. هناك بدأ بكتابة رواية «ذا نوت بوك: دفتر الملاحظات» في أوقات فراغه. اُكتُشِفَ من قِبل الأديبة الوكيلة: تيريزا بارك التي أُعجبت بروايته وعرضت أن تُمثله. في أكتوبر عام 1995، أمنت بارك للرواية مليون دولار مقدم لنشر الرواية. نُشرت الرواية في أكتوبر 1996 وأصبحت من أكثر الكتب مبيعًا من أول أسبوع نشرت فيه.
بعد نشره لنجاحه الأول، كتب العديد من الكتب التي حققت نجاحات كبيرة وقد تُرجمت أعماله إلى 35 لغة. وستة من رواياته أصبحوا أفلامًا: «مسج ان بوتل: رسالة في قنينة» (1999), «واك تو ريممبر: نزهة للذكرى» (2002), «ذا نوتبوك: دفتر الملاحظات» (2004), «نايتس ان رودانث: ليالي في رودانث» (2008), «ديير جون: عزيزي جون» (2010), «ذا لاست سونق: الاغنية الأخيرة»، وروايته «ذا لاكي ون: الشخص المحظوظ» ستطلق كفلم خلال هذه السنة (2012)

## أعماله التي نُشِرَت
- «ذا نوت بوك: دفتر الملاحظات» (أكتوبر 1996)
- «مسج ان بوتل: رسالة في قنينة» (أبريل 1998)
- «والك تو ريممبر: نزهة للذكرى» (سيبتمبر 1999)
- «ذا ريسكيو: الإنقاذ» (سيبتمبر 2000)
- «والك إن ذا روود: منعطف في الطريق» (سيبتمبر 2001)
- «نايتس ان رودناث: ليال في رودناث» (سيبتمبر 2002)
- «ذا قارديان: الوصي» (أبريل2003)
- «ذا ويدنق: العرس» (سيبتمبر 2003)
- «ثري ويكس وذ ماي بروذير: ثلاث اسابيع مع أخي» (أبريل 2004)
- «ترو بيليفر: المؤمن الحقيقي» (أبريل 2005
- «آت فيرست سايت: للوهلة الأولى» (أكتوبر 2006)
- «دير جون: عزيزي جون» (أكتوبر 2006)
- «ذا شويس: الاختيار» (سيبتمبر 2007)
- «ذا لاكي ون: الشخص المحظوظ» (أكتوبر 2008)
- " ذا لاست سونق: الأغنية الأخيرة (سيبتمبر 2009)
- «سايف هيفين: الملاذ الآمن» (سبتمبر 2010)
- " ذا بيست اوف مي: الأفضل مني (أكتوبر 2011)

## الروايات التي تحولت إلى فيلم
```
* " مسج ان بوتل:
رسالة في قنينة
 (فبراير 1999)
* «والك تو ريممبر: 
نزهة للذكرى
» (جون 2002) 
*«ذا نوت بوك: 
دفتر الملاحظات
» (جون 2004)
* «نايتس ان رودناث:
ليال في رودناث
» (سيبتمبر 2008)
* «دير جون: 
عزيزي جون
» (فبراير 2010)
* «ذا لاست سونق: 
الاغنية الاخيرة
» (مارس 2010) 
* «ذا لاكي ون:
الشخص المحظوظ
» (أبريل 2012)
* «سايف هيفين: الملاذ الآمن» (2013) 
* «ذا بيست اوف مي: الأفضل مني» (2014)
```

## روابط خارجية
- نيكولاس سباركس على موقع IMDb (الإنجليزية)
- نيكولاس سباركس على موقع الموسوعة البريطانية (الإنجليزية)
- نيكولاس سباركس على موقع مونزينجر (الألمانية)
- نيكولاس سباركس على موقع ألو سيني (الفرنسية)
- نيكولاس سباركس على موقع ميوزك برينز (الإنجليزية)
- نيكولاس سباركس على موقع أول موفي (الإنجليزية)
- نيكولاس سباركس على موقع قاعدة بيانات الأفلام السويدية (السويدية)
- نيكولاس سباركس على موقع إن إن دي بي (الإنجليزية)
- نيكولاس سباركس على موقع ديسكوغز (الإنجليزية)
- نيكولاس سباركس على موقع قاعدة بيانات الفيلم (الإنجليزية)